# Crespiatica
Crespiatica é uma comuna italiana da região da Lombardia, província de Lodi, com cerca de 1.563 habitantes. Estende-se por uma área de 7 km², tendo uma densidade populacional de 223 hab/km².
Faz fronteira com Dovera (CR), Bagnolo Cremasco (CR), Vaiano Cremasco (CR), Monte Cremasco (CR), Chieve (CR), Corte Palasio, Abbadia Cerreto.

## Demografia
| Variação demográfica do município entre 1861 e 2011                               |
|                                                                                   |
| Fonte: Istituto Nazionale di Statistica (ISTAT) - Elaboração gráfica da Wikipedia |